# Seventeen Seconds
Seventeen Seconds – drugi album studyjny zespołu The Cure, wydany w kwietniu 1980 roku. Jest to jedyny album The Cure, na którym zagrał Matthieu Hartley.

## Historia płyty
Według krytyków, piosenki na Seventeen Seconds mają niejasne, często niepokojące teksty i „mroczne”, oszczędne, minimalistyczne melodie. Niektórzy recenzenci uważali, że album przedstawia o wiele dojrzalsze The Cure, które bardzo rozwinęło się muzycznie w przeciągu niespełna roku. Płyta ma wiele minimalistycznych cech, m.in. pogłosowy, „daleki” śpiew oraz proste brzmienie instrumentów. Robert Smith powiedział, że album został wyprodukowany szybko i z natchnieniem – napisał słowa i muzykę do większości utworów podczas dwóch okazji do tego. Większość muzyki została skomponowana przez Smitha w domu jego rodziców na organach Hammonda. Album sprzedał się stosunkowo dobrze.
Seventeen Seconds przez niektórych krytyków było chwalone, a przez innych zostało cierpko skrytykowane i nazwane „kolekcją soundtracków”. Jeden z recenzentów opisał album jako „smutne Cure, siedzące w zimnych pokojach, patrzące na zegarki”. Mimo zróżnicowanych ocen, w czasopismach pojawiało się wiele długich artykułów o zespole z licznymi zdjęciami Smitha bez makijażu, którego jeden z krytyków nazwał „alarmująco przystojnym”.
Jest to pierwsza płyta, której okładkę Smith mógł wybrać sam.
Do zespołu dołączył basista Simon Gallup i keyboardzista Matthieu Hartley. Gallup zastąpił Michaela Dempseya, którego linie basowe były, według Roberta Smitha, zbyt „ozdobne” i nie pasowały do dźwięku innych instrumentów. Gra Hartleya na syntezatorze wniosła nowe brzmienie do eterycznego klimatu zespołu, jednak Hartley pokłócił się ze Smithem o złożoność muzyki (Hartley lubił złożone melodie, natomiast Smith wolał pojedyncze nuty). Hartley odszedł z zespołu po wydaniu Seventeen Seconds.
W Wielkiej Brytanii album został wydany razem z płytą Faith jako Happily Ever After dostępne jako album jedno- i dwupłytowy.
W 2000 roku magazyn Q umieścił Seventeen Seconds na 65. miejscu listy 100 Najlepszych Brytyjskich Albumów wszech czasów.

## Ponowne wydanie w 2005 roku
Album Seventeen Seconds został ponownie wydany 25 kwietnia 2005 r. w Wielkiej Brytanii (26 kwietnia w Stanach Zjednoczonych) jako część serii płyt w wersji luksusowej. Nowe wydanie zawiera zremasterowaną wersję płyty na pierwszym dysku oraz dema i utwory grane na żywo na drugim dysku. Cztery z tych utworów zostały nagrane przez jednorazowy projekt pod nazwą Cult Hero – grupę grającą rock w stylu lat 70. (piosenki Easy Cure), której głównym wokalistą był listonosz Smitha, Frank Bell. Drugi dysk zawiera inne wersje (dema lub wykonania na żywo) wszystkich dziesięciu utworów z pierwszego dysku. Na dysku nie ma żadnych wcześniej niepublikowanych piosenek.
Istnieje również nowe jednopłytowe wydanie. W Wielkiej Brytanii zostało wydane 5 września 2005 roku, a w Stanach Zjednoczonych 4 kwietnia 2006 roku. Płyta zawiera oryginalny album, ale nie zawiera dodatkowego dysku. Płyta została wydana w standardowej wersji, w opakowaniu typu jewel case, a nie w digipaku. W niektórych krajach płyta Deluxe Edition stała się przedmiotem kolekcjonerskim – została wycofana z produkcji, a zastąpiła ją bardziej ekonomiczna jednopłytowa wersja.

## Lista utworów
Wszystkie utwory napisane przez Smitha, Gallupa, Hartleya i Tolhursta.

### Oryginalne wydanie z 1980 roku
1. „A Reflection” (instrumentalny) – 2:09
2. „Play for Today” – 3:39
3. „Secrets” – 3:20
4. „In Your House” – 4:07
5. „Three” – 2:36
6. „The Final Sound” (instrumentalny) – 0:53
7. „A Forest” – 5:55
8. „M” – 3:03
9. „At Night” – 5:54
10. „Seventeen Seconds” – 4:02

### Wydanie deluxe z 2005 roku

#### Pierwszy dysk
Oryginalny album, jak wyżej

#### Drugi dysk
1. „I'm a Cult Hero” (winylowy singel grupy Cult Hero) – 2:59
2. „I Dig You” (winylowy singel grupy Cult Hero) – 3:40
3. „Another Journey by Train” (instrumentalne domowe demo) – 3:12
4. „Secrets” (instrumentalne domowe demo) – 3:40
5. „Seventeen Seconds” (na żywo) – 3:59
6. „In Your House” (na żywo) – 3:32
7. „Three” (alternatywny studyjny mix) – 2:45
8. „I Dig You” (Cult Hero na żywo) – 3:36
9. „I'm a Cult Hero” (Cult Hero na żywo) – 3:21
10. „M” (na żywo) – 2:56
11. „The Final Sound” (na żywo) – 0:26
12. „A Reflection” (na żywo) – 1:39
13. „Play for Today” (na żywo) – 3:46
14. „At Night” (na żywo) – 5:37
15. „A Forest” (na żywo) – 6:28

## Twórcy
- Robert Smith – gitara, śpiew
- Simon Gallup – gitara basowa
- Laurence Tolhurst – perkusja
- Matthieu Hartley – instrumenty klawiszowe
- Frank Bell – główny wokalista grupy Cult Hero oraz pierwszego, drugiego, ósmego i dziewiątego utworu z drugiego dysku wydania luksusowego Seventeen Seconds

## Produkcja
- Producenci: Robert Smith, Mike Hedges
- Współproducenci: Chris Parry, Simon Gallup, Laurence Tolhurst i Matthieu Hartley
- Technicy: Mike Hedges, David Kemp
- Technik pomocniczy: Martyn Webster